# Dwight Morrow

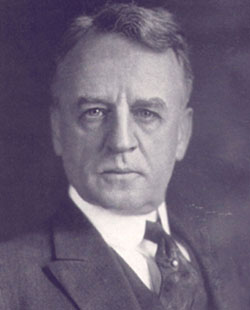
Dwight Morrow

Dwight Whitney Morrow (Huntington, 11 januari 1873 - Englewood, 5 oktober 1931) was een Amerikaans diplomaat, ondernemer en politicus.
Morrow studeerde rechtsgeleerheid en werkte bij een aantal grote banken en ondernemingen. Tijdens de Eerste Wereldoorlog was hij voorzitter van het National War Savings Committee in de staat New Jersey en vervolgens medewerker van John J. Pershing in Frankrijk. Na de oorlog diende hij als adviseur bij de Amerikaanse luchtmacht.
In 1927 werd Morrow door president Calvin Coolidge aangewezen tot ambassadeur in Mexico. Morrow nodigde Charles Lindbergh uit voor een tour in Mexico, en Morrows dochter Anne Morrow huwde uiteindelijk Lindbergh. Ook leidde hij de vredesonderhandelingen die in 1929 leidden tot het einde van de Cristero-oorlog in Mexico.
In 1930 keerde hij terug naar de Verenigde Staten om namens New Jersey plaats in te nemen van de afgetreden Walter Evans Edge in de Amerikaanse Senaat. Hij overleed kort nadat hij in 1931 voor een tweede termijn was gekozen.
Harold Nicolson schreef een biografie over hem. Dit gebeurde op verzoek van de weduwe van Dwight Morrow.
- Bibsys: 90725007
- Bibliothèque nationale de France: cb14642639r (data)
- CiNii: DA08069860
- Gemeinsame Normdatei: 116930020
- International Standard Name Identifier: 0000 0000 8139 6430
- Library of Congress Control Number: n85314577
- National Archives and Records Administration: 10568522
- Nationale bibliotheek van Australië: 52061104
- Nationale Bibliotheek van Israël: 987007374030505171
- Nederlandse Thesaurus van Auteursnamen: 240745469
- SNAC: w6348vgs
- Système universitaire de documentation: 106988956
- Trove: 1523682
- Biographical Directory of the United States Congress: M001002
- Virtual International Authority File: 59848436
- WorldCat: E39PBJcKPQwkRmCyTkxd4R384q